# Thélus Léro
 (mars 2009).
Si vous disposez d'ouvrages ou d'articles de référence ou si vous connaissez des sites web de qualité traitant du thème abordé ici, merci de compléter l'article en donnant les références utiles à sa vérifiabilité et en les liant à la section « Notes et références ».
Thélus Léro, né le 22 février 1909 au Lamentin (Martinique) et mort le 22 juillet 1996 à Fort-de-France, est une personnalité politique martiniquaise, membre du Parti communiste martiniquais et sénateur de la Martinique de 1946 à 1948.

## Biographie
Laurent Isabelle Thélus Antoni Léro est professeur de mathématiques et intellectuel reconnu en Martinique. Il est marié à la romancière Yva Léro, née de Montaigne, morte en septembre 2007 avec qui il eut trois filles, dont l'actrice Cathy Rosier (1945-2004).

### Militant communiste
Thélus Léro fut très jeune un militant communiste auprès des leaders marxistes de l'époque, Léopold Bissol, René Ménil et Jules Monnerot, fondateur du mouvement communiste en Martinique. En 1936, on assiste à la fusion de deux mouvements communistes, le groupe "Jean Jaurès" et "le Front commun" composé de Thélus Léro, René Ménil, Georges Gratiant et Victor Lamon pour former la « Région communiste de la Martinique », l'équivalent d'une fédération communiste départementale. Thélus Léro en devient le secrétaire fédéral, fonction qu'il occupe jusqu'en 1946.

### Intellectuel engagé
En 1932, un groupe d’intellectuels martiniquais composé de René Ménil, Thélus Léro, Étienne Léro, Jules Monnerot, Auguste Thésée, Michel Pilotin, Maurice-Sabas Quitman et Pierre Yoyotte publie le manifeste Légitime Défense, une réflexion critique sur la littérature et l'identité martiniquaise. Dans ce manifeste, ils s'interrogent sur l'avenir de la Martinique et dénoncent le colonialisme et le danger que représente, selon eux, la notion d’assimilation pour l’identité et la culture antillaise. Ils se dressent aussi contre ce qu'ils considèrent comme l’aliénation des populations noires des Caraïbes face au pouvoir métropolitain. Pour certains intellectuels[Qui ?], le livre est le point de départ de la littérature martiniquaise engagée.

### Sénateur de la Martinique
À la fin de la Seconde Guerre mondiale, les communistes deviennent la première force politique de la Martinique. Léopold Bissol et Aimé Césaire sont élus députés au Parlement. Ils remportent également 14 sièges sur 36 au Conseil général. Aimé Césaire est élu maire de Fort-de-France et Fernand Guilon maire du Lamentin. Les communistes l'emportent également à Basse-Pointe, Macouba, Saint-Esprit et au Morne-Rouge.
En 1945, Aimé Césaire se présente aux élections municipales à Fort-de-France, il est élu triomphalement le 27 mai. Thélus Léro figurait sur la liste communiste présentée par Césaire. Il est élu adjoint au maire de Fort-de-France.
Thélus Léro est élu sénateur de la Martinique du 15 décembre 1946 au 7 novembre 1948. Il siégeait au sein du groupe communiste au Sénat (Conseil de la République à l'époque).
Le 8 mai 1947 et 14 janvier 1948, il est nommé secrétaire du Conseil de la République,.

### Syndicaliste actif
À la fin de son mandat de sénateur, Thélus Léro enseigna quelques années dans la région parisienne. Mais il exerça l'essentiel de sa carrière de professeur de mathématiques au lycée de la Pointe-des-Nègres à Fort-de-France. Il milita activement au Syndicat National de l'Enseignement Technique (SNET), puis au Syndicat National des Enseignements de second Degré (SNES-FSU). À la fin des années 1960, il s'opposa efficacement à la tentative ministérielle de transformer le lycée en "structure de dégrossissement" accueillant pendant trois mois les élèves sortant des collèges et invités à partir vers l'hexagone dans le cadre de la politique  de migration impulsée par le pouvoir central de l'époque.

## Hommages
Une avenue porte son nom à Fort-de-France.